# Jacques Blanchard

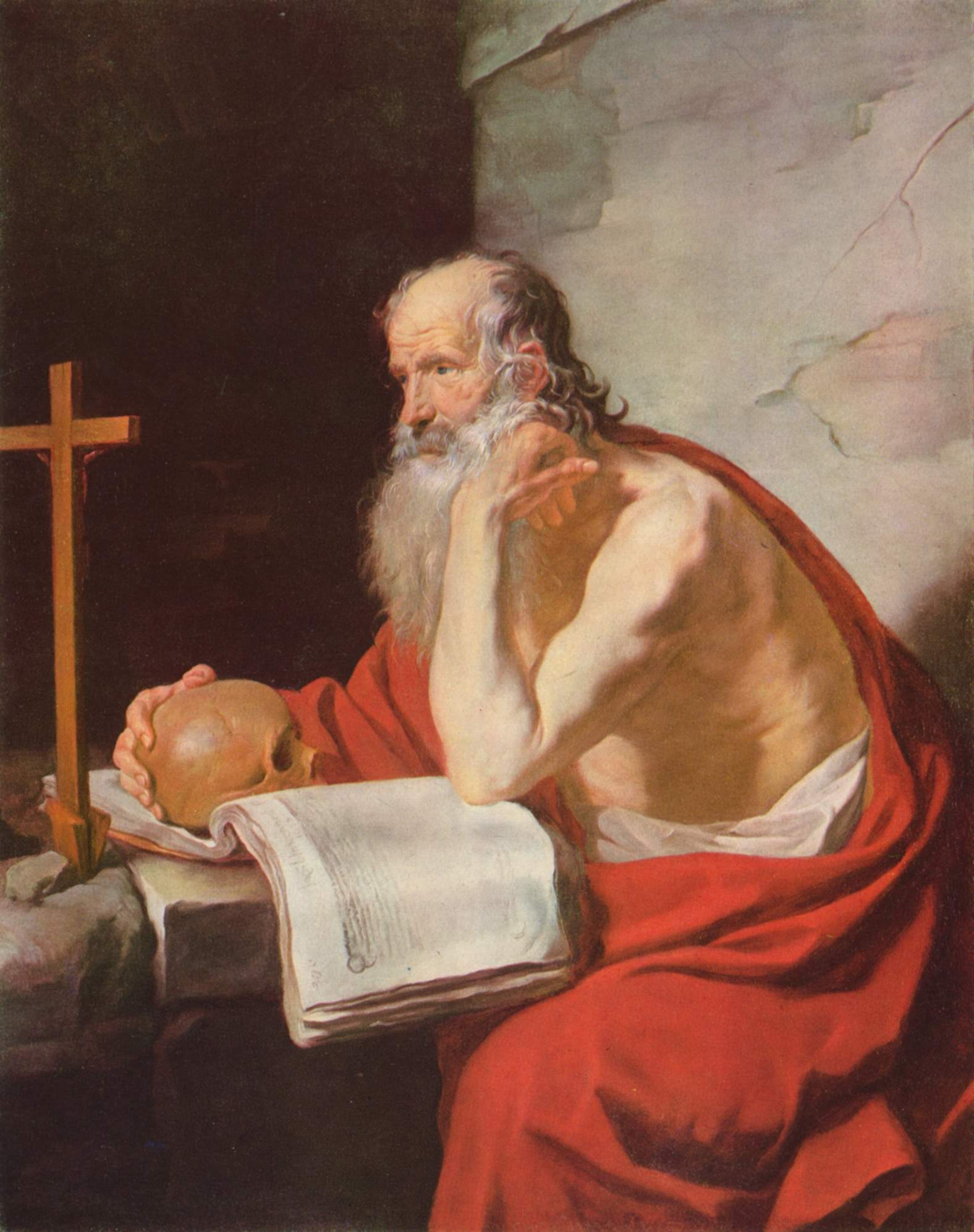
Jacques Blanchard, De heilige Hieronymus, 1632, 145,5 x 116 cm, olieverf op doek, Magyar Szépmüvészeti Museum, Boedapest

Jacques Blanchard (Parijs 1600 - aldaar 1638) was een Frans schilder in de maniëristische stijl die ook wel de Franse Titiaan werd genoemd.
Blanchard werd vanaf zijn dertiende tot zijn achttiende ondergebracht bij zijn oom, de schilder Nicolas Bolley. Hij bleef hier tot 1618 toen hij vertrok naar Italië.
Hij laste echter een langdurige pauze in toen hij bij Lyon aankwam, waar hij ging werken in de werkplaats van de schilder Horace le Blanc. Toen le Blanc in 1623 naar Parijs vertrok, voltooide Blanchard zijn achtergebleven werk en vervolgde hij zijn reis naar Italië samen met zijn broer, Jean Blanchard.
Tussen 1624 en 1626 verbleef hij in Rome waarna hij via Bologna verder reisde naar Venetië. Hier kreeg hij werk van onder andere Paolo Veronese, Titiaan en Tintoretto onder ogen. Blanchard bleef in Venetië tot in 1628. 
In zijn korte leven als schilder had Blanchard een bescheiden succes met kleine, maar innemende religieuze en mythologische voorstellingen. In zijn stijl koos hij een middenweg tussen de gedetailleerde Bolognese en de kleurrijke Venetiaanse methode.
- Biblioteca Nacional de España: XX896496
- Bibliothèque nationale de France: cb14979107k (data)
- Biografisch Portaal: 83485105
- Gemeinsame Normdatei: 120409232
- International Standard Name Identifier: 0000 0000 8343 9879
- KulturNav: b6be27d7-2802-4514-ac77-a871b2cee386
- Library of Congress Control Number: nr91031151
- MusicBrainz: 00379a88-0379-4c99-a984-e737c59f6241
- Nationale Bibliotheek van Israël: 987007439874005171
- Nationale Bibliotheek van Polen: a0000003639122
- Nederlandse Thesaurus van Auteursnamen: 188268669
- RKD-Nederlands Instituut voor Kunstgeschiedenis: 8849
- Istituto Centrale per il Catalogo Unico: VEAV046853
- SNAC: w6g209z4
- Système universitaire de documentation: 050499645
- Union List of Artist Names: 500021775
- Virtual International Authority File: 59359444
- WorldCat: E39PBJj8TgRXd6DV99QGpVvrbd